# Hemant Jaikaran
Hemant Bobby (Hemant) Jaikaran is een Surinaams ondernemer en voetbalbestuurder. Hij was voorzitter van de Surinaamse FCS Nacional en medeoprichter van de Nederlandse TAC '90. In 2018 richtte hij de Nacional Soccer Academy Suriname op, waarin hij samenwerkt met de Ajax Coaching Academy. Verder is hij medeoprichter en voorzitter van Diaspora Suriname Internationaal.

## Biografie

### Casinowezen
Jaikaran geeft leiding aan Nacionello Beheer en is daarnaast eigenaar van een hotel met casino. Sinds 2003 was hij tevens voorzitter van de Vereniging van Casinohouders in Suriname (VCS). Tijdens zijn voorzitterschap drong hij er bij de regering op aan om te komen met strengere regelgeving om het aantal illegale gokhuizen in Suriname terug te dringen. In 2009 bereikte hij overeenstemming met de regering en werd de verscherpte controle op het casinowezen in de wet vastgelegd. Rond 2009/2011 nam hij afscheid als voorzitter; hij bleef wel actief als adviseur van de VCS. Nadat de regering verschillende belastingtarieven verhoogde, zoals op brandstof en alcohol, en de wet tegen het roken invoerde, kwam de casinosector in 2013 in zwaar weer terecht.

### Voetbalbestuurder
Jaikaran was medeoprichter van de Nederlandse club Takdier Boys en coördineerde de fusie van deze club met Amardeep in Takdier Boys-Amardeep Combinatie 90 (TAC '90).
Nacionello Beheer zette in 2003 het Sportpark Nacionello op. Het complex is de thuisbasis van twee sportbonden en twee voetbalclubs, waaronder FCS Nacional waar hijzelf jarenlang voorzitter van is geweest. Met zijn stichting staat hij in contact met meerdere Nederlandse clubs, waaronder FC Den Haag en sc Heerenveen. Via het netwerk van deze clubs ontvangt zijn stichting jaarlijks sportkleding die een seizoen lang is gebruikt maar nog in goede staat is. De sportkleding wordt vervolgens over een meerdere clubs in Suriname verspreid. Met Nacionello Beheer organiseert hij ook jaarlijks de Donatiedag, waar hij een groot aantal bedrijven bij betrekt. Voor een donatie komen scholen, sportorganisaties, stichtingen, ziekenhuizen en individuen in aanmerking.
In 2010 was de discipline onder de voetballers van FCS Nacional op een dieptepunt beland. Voetballers sloegen zoveel trainingen over, dat er soms niet meer dan drie op een training kwamen opdagen. Jaikaran greep hierop in en schorste vrijwel de gehele A-selectie. In de praktijk haalde hij de club hiermee een jaar uit de competitie.

### Voetbalacademie
In 2011 stond hij dicht bij de oprichting van een voetbalschool, in samenwerking met de oud-voetballer Nordin Wooter. FCS Nacional zou hij nieuw leven inblazen als FC New Nacional. Financiële problemen van Wooter in Nederland zetten echter een streep door deze plannen.
Medio jaren 2010 werd hij ook voorzitter van Voetbalontwikkeling Suriname (VOS). Met beide stichtingen organiseerde hij voetbaltoernooien om de voetballers naar een hoger niveau te brengen, zoals in 2015 toen hij TAC '90 (inmiddels eerste klasse) naar Lelydorp haalde voor een vierhoekstoernooi met verder SCSV Bomastar, SV Jong Rambaan en SV Vasco Da Gama (bestaande uit Braziliaanse Surinamers). Na zijn vertrek als voorzitter van FCS Nacional werd het sportpark naar hem hernoemd als Hemant Jaikaran Sportpark.
Uiteindelijk slaagde hij in 2018 in de oprichting van de Nacional Soccer Academy Suriname (NSA), met het doel om deze binnen vijf jaar uit te laten groeien naar een voetbaluniversiteit. Kinderen worden niet alleen sportief, maar ook educatief en sociaal-maatschappelijk ontwikkeld. In oktober 2018 tekende hij een 3-jarige partnerschap met de Ajax Coaching Academy (ACA) in Amsterdam. In 2019 kwam daar een samenwerkingovereenkomst bij met het Friesland College, dat hielp de NSA om te vormen naar een erkend leerwerkbedrijf, waardoor Nederlandse studenten Sport en Bewegen hun stage kunnen doen bij de NSA.

### Diaspora Suriname Internationaal
In 2021 richtte hij Diaspora Suriname Internationaal op en werd hij tevens voorzitter van het internationale bestuur. De organisatie heeft tot doel om Surinamers en de diaspora wereldwijd met elkaar te verbinden en deskundigheid en kapitaal te bundelen. Met de organisatie richt hij zich op partnerschappen op gebieden als economie, entertainment, politiek, sport en toerisme.